# 장상철
장상철(張相轍, 1870년 10월 17일 ~ 1930년 10월 20일)은 일제강점기의 관료로, 본적은 경상북도 대구부 덕산정이다.

## 생애
1877년 각리서당(角里書堂)에서 한문을 수학했으며 1890년 3월 대구 지역의 여러 유생소(儒生所)에서 임원으로 선임되었다. 1905년 7월부터 1907년 5월까지 대구 광문사장으로 재직했고 1907년 대한자강회 회원, 1908년 대한협회 대구지회 평의원으로 활동했다. 1908년 9월부터 1909년 3월까지 대구 사립보명학교(私立普明學校) 교장을 역임했으며 1911년 5월 동양척식주식회사가 주최한 일본 시찰단에 참가했다.
1913년 11월 1일부터 1927년 2월 1일까지 매일신보사 대구지국장으로 재직했으며 지국 발전에 큰 공로를 세운 점을 인정받아 매일신보사로부터 은시계 1개와 은배 1개를 받기도 했다. 1919년 4월 3·1 운동을 방해하기 위해 조직된 대구자제단 발기인으로 참여했고 1919년 9월 사이토 마코토 조선총독의 각 도 대표 소집에 응하여 조선총독부가 주최한 시국강연에서 경상북도 대표로 참석했다. 1920년 3월 유도진흥회 경상북도지부 총무를 역임했다.
1920년과 1926년 두 차례에 걸쳐 경상북도 유림내지시찰단(儒林內地視察團, 1920년 10월 22일 ~ 1920년 11월 10일, 1926년 3월 4일 ~ 1926년 3월 20일)에 참가하여 일본 현지를 시찰했으며 1926년 3월에는 시찰단의 동정을 《매일신보》에 게재했다. 1920년 12월 국민협회 경북지부 평의원, 1924년 4월 국민협회 본부 평의원을 역임했고 1927년 2월 매일신보사 촉탁으로 근무했다.
1927년 6월 3일부터 1930년 6월 2일까지 조선총독부 중추원 참의를 역임했다. 1928년 11월 16일 일본 정부로부터 쇼와대례기념장을 받았으며 1930년 6월 2일 정7위에 서위되었다. 친일파 708인 명단의 중추원 부문, 민족문제연구소의 친일인명사전 수록자 명단의 중추원 부문, 친일반민족행위진상규명위원회가 발표한 친일반민족행위 705인 명단에 포함되었다.

## 참고자료
- 친일반민족행위진상규명위원회 (2009). 〈장상철〉. 《친일반민족행위진상규명 보고서 Ⅳ-15》. 서울. 390~401쪽.